# Шкільна бібліотека
Шкільна бібліотека — бібліотека, що діє в структурі загальноосвітньої школи, забезпечує бібліотечне обслуговування учнів відповідно до навчальних програм, а також вчителів з методики викладання навчальних дисциплін і виховної роботи з учнями. Має фонд універсального характеру, формується з пріоритетом навчально-виховної, довідково-енциклопедичної, художньої літератури.

## Радянський період
Наприкінці 1930-х років в СРСР було до 144,4 тис. шкільних бібліотек, яка значно зменшилася в роки війни. У 1980 році бібліотечна мережа СРСР налічувала 128,8 тисячі шкільних бібліотек.
1962 року було затверджене «Положення про шкільну бібліотеку», відповідно до якого, основним завданням шкільної бібліотеки було всебічно сприяти процесу навчання й виховання учнів з домінуванням комуністичної ідеології, шкільні бібліотекарі мали виконувати завдання партії та уряду, займатись агітаційною та пропагандистською роботою. Шкільна бібліотека створювалась в школі з «навчально-виховною метою, сприяла ідейному, моральному, естетичному й трудовому вихованню».
«Положення про шкільну бібліотеку» 1962 та 1965 років стверджували, що шкільну бібліотеку слід створювати в кожній початкові, восьмирічній та середній школі, школі-інтернаті, спеціалізованій школі, де мала зберігатися й надаватися інформація як для учнівської молоді, так і для вчительства. Шкільній бібліотеці мало надаватися ізольоване приміщення для збереження та видачі книг, а також окрема кімната для читальні.
Шкільні бібліотеки брали участь у Всесоюзних оглядах бібліотек, що проходили під егідою Міністерства освіти та відповідальних відомств.

## Шкільні бібліотеки в Україні
У системі бібліотек, що підпорядковуються Міністерству освіти бібліотеки закладів загальної середньої освіти є найчисельнішою групою. Державна науково-педагогічна бібліотека України ім. В. О. Сухомлинського надає методичні рекомендації з їх діяльності, ініціює та проводить заходи з підвищення кваліфікації шкільних бібліотекарів. Бібліотека започаткувала та координує щорічний Всеукраїнський місячник шкільних бібліотек, Всеукраїнський конкурс фахової майстерності «Шкільна бібліотека», випускається фахове видання «Шкільна бібліотека плюс».
Бібліотечні фонди школи зазвичай поділяють на фонд підручників і художній фонд, комплектують їх виходячи із затвердженого переліку підручників і навчальних посібників, які мають гриф Міністерства освіти. Витрати на поповнення фонду підручників фінансують за рахунок коштів держбюджету, зокрема передбачених бюджетною програмою «Видання, придбання, зберігання та доставка підручників і посібників для студентів вищих навчальних закладів, учнів загальноосвітніх і професійно-технічних навчальних закладів і вихованців дошкільних навчальних закладів».
Одна з секцій Української бібліотечної асоціації об'єднує працівників шкільних бібліотек для «створення нової сучасної моделі шкільної бібліотеки спроможної на якісно новому рівні забезпечувати інформаційні потреби тих, хто вчить, та тих, хто навчається».
Під егідою Міністерства освіти, Інституту модернізації змісту освіти з 2010 року щотрироки проводиться всеукраїнський конкурс «Шкільна бібліотека».